# Macromia flavocolorata
Macromia flavocolorata là loài chuồn chuồn trong họ Macromiidae. Loài này được Fraser mô tả khoa học đầu tiên năm 1922.